# ديفيد أ. كوكس
ديفيد أ. كوكس (بالإنجليزية: David A. Cox)‏ هو رياضياتي وأستاذ جامعي أمريكي، ولد في 23 سبتمبر 1948 في واشنطن العاصمة في الولايات المتحدة.